# John Malkovich

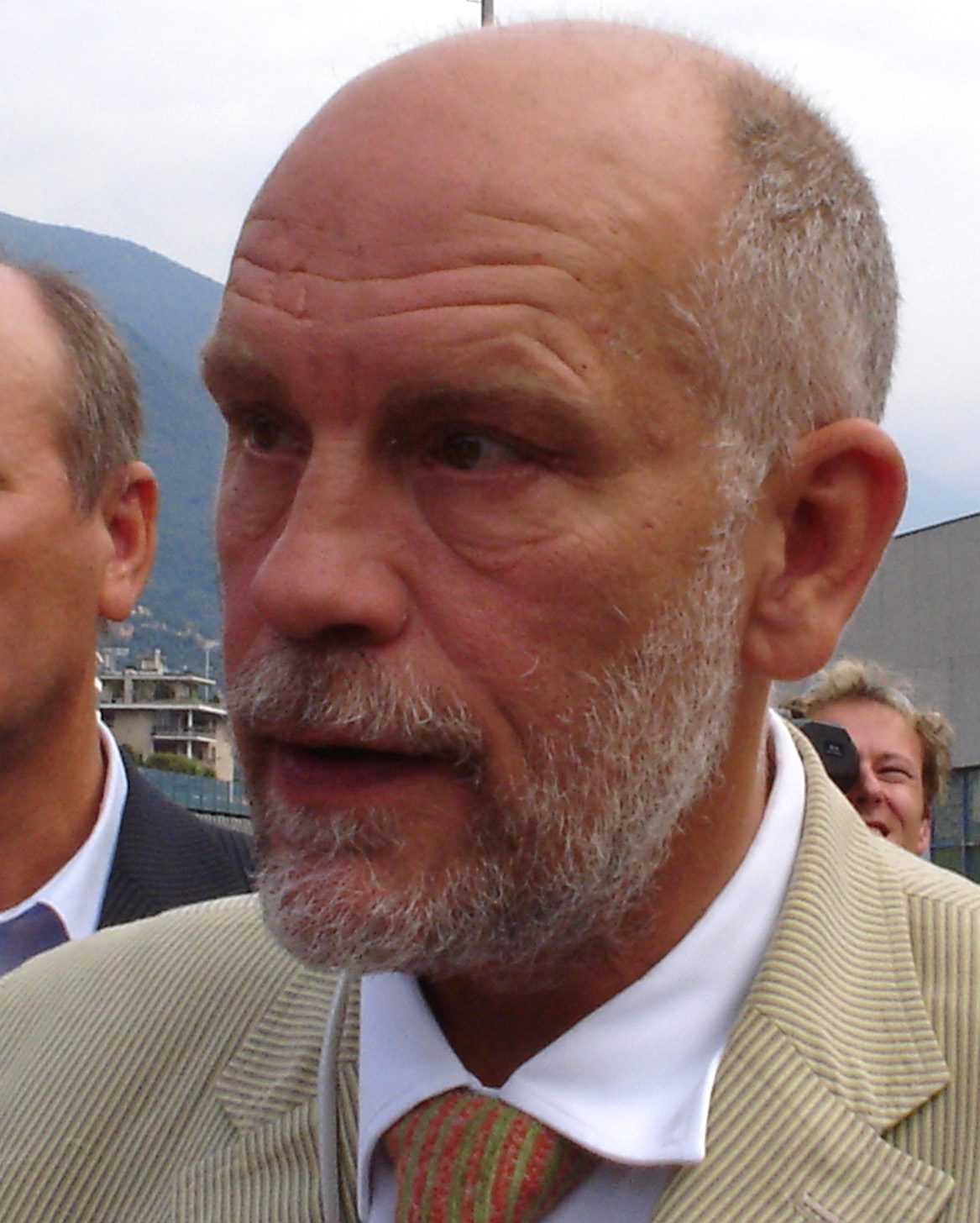
John Malkovich (2005)

John Gavin Malkovich (ur. 9 grudnia 1953 w Christopher) – amerykański aktor, reżyser i producent filmowy. Nominowany dwukrotnie do Oscara i trzy razy do Złotego Globu.

## Życiorys

### Wczesne lata
Urodził się w Christopher w stanie Illinois w rodzinie pochodzenia chorwackiego. Jego ojciec, Daniel Leon Malkovich (1926–1980), dyrektor stanowego departamentu ochrony przyrody i wydawca czasopisma ochrony Outdoor Illinois, był pochodzenia chorwackiego, a matka, Joe Anne (z domu Choisser; 1928–2009), która była wydawcą lokalnej gazety Benton Evening News, a także Outdoor Illinois, miała korzenie francuskie, angielskie, niemieckie i szkockie. Jego dziadkowie ze strony ojca – Michael „Mike” Malkovich i Goldie Stanisha (córka Antone’go Stanishy i Anne Kayfes) byli Chorwatami. Przodkowie Johna mieszkali w Ozalju na terenie dzisiejszej Chorwacji. Dziadkowie ze strony matki – Stephen „Steve” Choisser (syn Ewinga Everetta Choissera i Emmy Frances Parrish) i Edna Alice Johnson (córka Jamesa Madisona Johnsona oraz Missouri Jane „Jennie” Turner, córki Fieldona B. Turnera i Elizabeth Short) – byli potomkami francusko-kanadyjskich osadników, którzy przenieśli się do Illinois.
Dorastał z trzema młodszymi siostrami – Melissą, Amandą i Rebeccą – i starszym bratem Dannym w Benton w Illinois, w dużym domu na South Main Street, gdzie jego sąsiadem był Doug Collins, gwiazdor NBA, koszykarz i trener. Uczęszczał do Logan Grade School, Webster Junior High School I następnie do Benton Consolidated High School. W szkole średniej brał udział w musicalu Carousel. Był również członkiem ludowej grupy gospel, śpiewał w kościołach i podczas imprez społecznych. Był też członkiem letniego lokalnego projektu teatralnego, gdzie wystąpił w America Hurrah (1972). Po ukończeniu szkoły średniej rozpoczął naukę Eastern Illinois University, a następnie przeniósł się na wydział teatralny do Illinois State University. Studiował aktorstwo w William Esper Studio na Manhattanie.

### Kariera teatralna
W 1976 porzucił studia, aby pracować w Steppenwolf Theatre Company w Chicago, jako współzałożyciel wraz z Joan Allen, Garym Sinise i Glenne Headly. W 1980 przeniósł się do Nowego Jorku. Na początku 1982 wystąpił w Tramwaju zwanym pożądaniem z Chicago’s Wisdom Bridge Theatre. Za rolę włóczęgi i złodzieja Lee w sztuce Sama Sheparda True West na off-Broadwayu otrzymał nagrody: Clarence Derwent Award (1982), Theatre World Award (1983) i Obie (1983). W 1984 zadebiutował na Broadwayu w roli Biffa Lomana, starszego syna Willy’ego (Dustin Hoffman) w sztuce Arthura Millera Śmierć komiwojażera. W 1985 wyreżyserował koprodukcję Steppenwolf, wznowioną w 1985 – Balsam w Gileadzie Lanforda Wilsona, za którą otrzymał drugą nagrodę Obie, Drama Desk Award i Outer Critics Circle Award.
W 2009 w teatrze Ronacher w Wiedniu w scenicznym performansie, kojarzącym się z popisem stand–upera pomieszanym z występem mówcy motywacyjnego The Infernal Comedy – Wyznania seryjnego mordercy (The Infernal Comedy: Confessions of a Serial Killer) wcielił się w postać Austriaka Johanna „Jacka” Unterwegera, wielokrotnego mordercy kobiet, którego „nawrócenie się” w więzieniu poskutkowało wcześniejszym uwolnieniem, a potem nieoczekiwaną karierą pisarską i dziennikarską. W sierpniu 2011 na scenie podczas Edinburgh Fringe Festival z powodzeniem wyreżyserował sztukę Harolda Pintera Rocznica (Celebration) z Julianem Sandsem. W 2019 wystąpił na londyńskim West Endzie w roli Barneya Feina, czołowego hollywoodzkiego producenta w sztuce Davida Mameta Gorzka pszenica.

### Kariera ekranowa
Jego pierwszym filmowym doświadczeniem było statystowanie w roli gościa weselnego w czarnej komedii Roberta Altmana Dzień weselny (1978). Za pierwszą większą ekranową kreację niewidomego Pana Willa w dramacie Roberta Bentona Miejsca w sercu (1984) z Sally Field był nominowany do Oscara dla najlepszego aktora drugoplanowego. W dramacie wojennym Rolanda Joffé Pola śmierci (1984) zagrał autentyczną postać Ala Rockoffa, amerykańskiego fotoreportera rozsławionego przez jego relację z wojny w Wietnamie i przejęcie władzy przez Czerwonych Khmerów w Phnom Penh. Był wymieniony jako jeden z dwunastu „Obiecujących nowych aktorów roku 1984” w Screen World Johna Willisa, tom 36. Rola Biffa Lomana, starszego syna tytułowego bohatera (Dustin Hoffman) w telewizyjnej ekranizacji sztuki dla CBS Śmierć komiwojażera (1985) przyniosła mu nagrodę Emmy i nominację do Złotego Globu dla najlepszego aktora drugoplanowego w serialu, miniserialu lub filmie telewizyjnym.
W dramacie wojennym Stevena Spielberga Imperium słońca (1987) stworzył postać przebiegłego Amerykanina Basie’go. Po roli intryganta wicehrabiego Sébastiena de Valmonta w Niebezpiecznych związkach (1988) z Michelle Pfeiffer i Glenn Close, grywał wiele różnorodnych ról filmowych, najczęściej dziwaków, psychopatów, cynicznych manipulatorów, groźnych, sadystycznych złoczyńców lub ludzi ogarniętych szaleństwem.
Malkovich był gospodarzem trzech odcinków programu NBC Saturday Night Live (1989, 1993, 2008). Odpadł z komedii Wariaci (1990) po około 2 tygodniach kręcenia i został zastąpiony przez Dudleya Moore’a. Jako gej Eliot w komediodramacie Queens Logic (1991) zdobył nominację do Independent Spirit Awards. Był narratorem ekranizacji powieści Piersa Paula Reada Alive, dramat w Andach (Alive, 1993). Drugą nominację do Oscara, nagrody BAFTA, Złotego Globu, MTV Movie Award dla najlepszego czarnego charakteru i Nagrody Saturna w kategorii najlepszy aktor drugoplanowy przyniosła mu kreacja psychopatycznego Mitcha Leary’ego przygotowującego zamach na urzędującego prezydenta Stanów Zjednoczonych w dramacie sensacyjnym Wolfganga Petersena Na linii ognia (1993).
Często pojawiał się w niekomercyjnych niezależnych filmach amerykańskich i produkcjach europejskich. W 1995 został wybrany przez magazyn „Empire” jako jedna ze 100 najseksowniejszych gwiazd w historii kina (nr 70). Gościł w ruinach gotyckiego zamku w miejscowości Szymbark pod Iławą, gdzie Volker Schlöndorff kręcił sceny do filmu Król olch (1995), gdzie zagrał Francuza zafascynowanego potęgą Rzeszy Niemieckiej. W sensacyjnym dreszczowcu kryminalnym Con Air – lot skazańców (Con Air, 1997) wystąpił w roli szalonego geniusza i maniaka Cyrusa „Wirusa” Grissoma, przywódcy najgorszych przestępców Ameryki. W dramacie kryminalnym Hazardziści (Rounders, 1998) w roli mistrza nielegalnego pokera, Teddy’ego KGB naśladował rosyjski akcent. Potrafił spojrzeć na siebie ironicznie, co udowodnił w eksperymentalnej surrealistycznej komedii fantastycznej Spike’a Jonze’a Być jak John Malkovich (1999), w której zagrał samego siebie, tworząc postać znudzonego, niezbyt błyskotliwego, hollywoodzkiego gwiazdora.
Wspólnie z Lianne Halfon i Russellem Smithem założył spółkę produkcyjną Mr. Mudd, która odpowiedzialna jest za produkcję takich filmów, jak Juno (2007) czy Ghost World (2001). Kandydował do roli Zielonego Goblina / Normana Osborna w Spider-Manie (2002). W komedii Johnny English (2003), parodii filmów o Jamesie Bondzie, zagrał głównego antagonistę, francuskiego bogacza Pascala Sauvage’a, chcącego zagarnąć dla siebie koronę królowej Wielkiej Brytanii. W komediodramacie Terry’ego Zwigoffa Akademia tajemniczych sztuk pięknych (2006) zagrał egocentrycznego profesora Sandiforda w niewielkiej Akademii Sztuk Pięknych na Zachodnim Wybrzeżu. Wziął udział w pierwszej odsłonie serii online Kąpiel z Bierko (Bathing with Bierko, 2008) z Craigiem Bierko. W komedii sensacyjnej Red (2010) i jej sequelu Red 2 (2013) wystąpił jako Marvin Boggs, były pracownik tajnych służb, który przesadził z LSD i stał się wyznającym teorie spiskowe paranoikiem.
W 3–odcinkowym miniserialu telewizji BBC One ABC Morderstwa (The ABC Murders, 2018) na motywach powieści Agathy Christie u boku Ruperta Grinta zagrał rolę belgijskiego detektywa Herkulesa Poirota. W serialu HBO Go Nowy papież (The New Pope, 2019–2020) autorstwa Paola Sorrentina wcielił się w postać papieża Jana Pawła III, który zastępuje Piusa XIII (Jude Law), gdy ten zapada w śpiączkę.

### Projektowanie mody
W 2002 założył firmę odzieżową Mrs. Mudd oferującą garnitury, bawełniane koszule, kamizelki i płaszcze. W 2003 firma wydała swoją kolekcję odzieży męskiej Johna Malkovicha „Uncle Kimono”, która została następnie opisana w międzynarodowej prasie. W 2010 zaprojektował stroje dla linii „Technobohemian”.

### Działalność muzyczna
26 listopada 2015 ukazał się album Like A Puppet Show nagrany przez Malkovicha z Yoko Ono z jej synem Seanem. Zapowiedzią tego słowno-muzycznego projektu był utwór i singiel „Cryolife 7:14 A.M.”, gdzie Malkovich recytuje dzieło Platona „Alegoria Jaskini”.

### W mediach
Był na okładkach magazynów takich jak „Esquire”, „Entertainment Weekly”, „La Nación” i „Interview”.
Wystąpił w kostiumie z epoki razem z Hugh Lauriem w teledysku do piosenki Annie Lennox pt. „Walking on Broken Glass” (1992). Swoim wizerunkiem reklamował także kawę Nestlé (2009) i iPhone 4S Apple Inc. (2012). Użyczył głosu jako główny antagonista Oz, dozorca zespołu uderzeniowego Atlas w grze wideo Call of Duty: Advanced Warfare w części Exo Zombies (2014). Wystąpił w wideoklipie do singla Eminema „Phenomenal” (2015).
W 2014 fotograf Sandro Miller namówił Malkovicha do odtworzenia najbardziej znanych portretów w historii fotografii takich jak Marilyn Monroe, Alfred Hitchcock, Albert Einstein, John Lennon, Simone de Beauvoir, Che Guevara, Bette Davis, Andy Warhol, Salvador Dalí, Dorothea Lange, Pablo Picasso, Ernest Hemingway czy Jack Nicholson. Ponad 30 zdjęć stało się częścią wystawy „Malkovich, Malkovich, Malkovich: Homage To Photographic Masters”, która była wystawiana w różnych zakątkach świata. Ekspozycja trafiła też do warszawskiej Leica Gallery (22 kwietnia do 12 czerwca 2016).
W 2017 roku pojawił się w żartobliwych reklamach Super Bowl, portretując siebie samego próbującego przejąć kontrolę nad domeną johnmalkovich.com.

## Życie prywatne
2 sierpnia 1982 poślubił aktorkę Glenne Headly. Jednak 1 stycznia 1988 rozwiedli się po tym, jak Malkovich związał się z Michelle Pfeiffer na planie Niebezpiecznych związków. 20 września 1989 ożenił się po raz drugi z Włoszką Nicolettą Peyran, z którą ma dwoje dzieci – córką Amandine (ur. 1990) i syna Loewy (ur. 1992).
W 2008 założył winnicę na swojej farmie. Pierwsze wino wyprodukował w 2011. Na czterech hektarach hodują szczepy pinot noir i cabernet sauvignon. Pięć rodzajów win sprzedawane są pod nazwą Les Quelles de la Coste.
Jest zdeklarowanym ateistą.

## Filmografia

### Obsada aktorska
- Miejsca w sercu (Places in the Heart, 1984)
- Pola śmierci (The Killing Fields, 1984)
- Śmierć komiwojażera (Tod eines Handlungsreisenden, 1985)
- Eleni (1985)
- Imperium słońca (Empire of the Sun, 1987)
- Mężczyzna idealny (Making Mr. Right, 1987)
- Niebezpieczne związki (Dangerous Liaisons, 1988)
- Pod osłoną nieba (The Sheltering Sky, 1990)
- Przyjaciele w Queens (Queens Logic, 1991)
- Myszy i ludzie (Of Mice and Men, 1992)
- Jennifer 8 (Jennifer Eight, 1992)
- Na linii ognia (In the Line of Fire, 1993)
- Jądro ciemności (Heart of Darkness, 1994)
- Po tamtej stronie chmur (Al di là delle nuvole, 1995)
- Klasztor (O Convento, 1995)
- Król olch (Der Unhold, 1996)
- Portret damy (The Portrait of a Lady, 1996)
- Con Air – lot skazańców (Con Air, 1997)
- Człowiek w żelaznej masce (The Man in The Iron Mask, 1998)
- Hazardziści (Rounders, 1998)
- Być jak John Malkovich (Being John Malkovich, 1999)
- Joanna d’Arc (The Messenger: The Story of Joan of Arc, 1999)
- Nędznicy (Les Misérables, 2000)
- Cień wampira (Shadow of the Vampire, 2000)
- Napoleon (2002)
- Gra Ripleya (Ripley’s Game, 2002)
- Ruchome słowa (Um filme falado, 2003)
- Johnny English (2003)
- Rozpustnik (The Libertine, 2004)
- Autostopem przez Galaktykę (The Hitchhiker’s Guide to the Galaxy, 2005)
- Być jak Stanley Kubrick (Colour Me Kubrick, 2006)
- Eragon (Eragon, 2006)
- Beowulf (Beowulf, 2007)
- Oszukana (Changeling, 2008)
- Tajne przez poufne (Burn After Reading, 2008)
- Hańba (Disgrace, 2008)
- Wojna uczuć (In Tranzit, 2008)
- Red (2010)
- Niezwyciężony Secretariat (2010)
- Transformers 3 (2011)
- Linie Wellingtona (2012)
- Red 2 (2013)
- Wiecznie żywy (Warm Bodies, 2013)
- Syberyjska Edukacja (2013)
- Cesar Chavez (2014)
- Miasteczko Cut Bank (2014)
- Herb piratów (Crossbones, 2014)
- Zoolander 2 (2016) jako Skip Taylor
- Pułapka (Bullet Head, 2017) jako Walker
- O miłości. Tylko dla dorosłych (Пpо любовь. Tолько для взpоcлых, 2017)
- Nie otwieraj oczu (Bird Box, 2018) jako Douglas
- Velvet Buzzsaw (2019) jako Piers
- Dolina Bogów (2019) jako Wes Tauros
- Podły, okrutny, zły (Extremely Wicked, Shockingly Evil and Vile, 2019) jako Edward D. Cowart
- Nowy papież (The New Pope, serial 2019) jako papież Jan Paweł III
- Siły Kosmiczne (Space Force, serial 2020–2022) jako dr Adrian Mallory
- Arkansas (2020) jako Bright
- Ava (2020) jako Duke
- W pułapce (Rogue Hostage, 2021) jako Sam Nelson
- Przetrwanie (The Survivalist, 2021) jako Aaron Ramsey
- W sidłach pożądania (2022) jako Ronald
- Chariot (2022) jako dr Karn
- Do usług szanownej pani (Complètement cramé!, 2023) jako Andrew Blake

### Producent
- Ghost World (2001)
- Juno (2007)

### Reżyser
- Tancerz (The Dancer Upstairs, 2002)
- Hideous Man (2002)

## Nagrody
| Rok  | Nagroda                                            | Kategoria                                                          | Film                                            |
| ---- | -------------------------------------------------- | ------------------------------------------------------------------ | ----------------------------------------------- |
| 1986 | Nagroda Emmy                                       | Najlepszy aktor drugoplanowy w miniserialu lub filmie telewizyjnym | Śmierć komiwojażera (1985)                      |
| 1998 | Międzynarodowy Festiwal Filmowy w San Sebastián    | Nagroda Donostia za całokształt twórczości                         | –                                               |
| 2005 | Międzynarodowy Festiwal Filmowy w Locarno          | Nagroda Doskonałości                                               | –                                               |
| 2008 | Independent Spirit Awards                          | Najlepszy film fabularny                                           | Juno (2007)                                     |
| 2009 | Międzynarodowy Festiwal Filmowy w Karlowych Warach | Nagroda specjalna za wybitny wkład w światowe kino                 | –                                               |
| 2011 | Międzynarodowy Festiwal Filmowy w Monachium        | Nagroda CineMerit                                                  | –                                               |
| 2011 | Międzynarodowy Festiwal Filmowy w Moskwie          | Nagroda specjalna za wybitny wkład w światowe kino                 | –                                               |
| 2013 | Independent Spirit Awards                          | Najlepszy debiutancki film                                         | Charlie (The Perks of Being a Wallflower, 2012) |